# Mekmek
Le mekmek est une langue papoue parlée en Papouasie-Nouvelle-Guinée dans la province de Sepik oriental.

## Classification
Le mekmek est une des langues yuat, une des familles de langues papoues.

## Présentation
Le mekmek comme beaucoup de langues de la Nouvelle-Guinée, a la particularité d'être indépendant des autres langues voisines en raison du relief montagneux favorisant un enclavement géographique. 
Quelques particularismes :
L'inexistence du pronom personnel sujet et le contexte animiste a entrainé une conjugaison originale. Selon la conjugaison du prédicat (verbe) on connait le pronom personnel sujet. Le sujet n'est pas forcément une personne il peut représenter un dieu ou un esprit. Certaines conjugaison sont dites "secrètes" pour différents groupes.
Exemple :
MARCHER
| Français                      | Mekmek    | Remarques                                                                         |
| ----------------------------- | --------- | --------------------------------------------------------------------------------- |
| je marche                     | ung'oï-ch |                                                                                   |
| tu marches                    | ung'oïR   |                                                                                   |
| il/elle marche                | unuis'    |                                                                                   |
| nous marchons                 | ungung'oï | (doublement du radical pour tous les pluriels)                                    |
| vous marchez                  | ungungr   |                                                                                   |
| ils/elles marchent            | ununui's  |                                                                                   |
| "L'esprit de la pluie marche" | ungoCH'   | (en fait : il pleut , mais dans un sans positif, sans destruction, inondation...) |
| "L'esprit du ventre marche"   | un'ou     | (la personne mange à sa faim , n'est pas malade...)                               |
| "Le dieu du bonheur marche"   | unuitI    | (un groupe de personnes se met à rire, fou rire...)                               |

L'esprit de la pluie est : Tau-Keul'q. La forme Tau-Keul'q unuis' par exemple est impossible, c'est un non-sens. Cela aurait le sens d'"il marche sur le dieu de la pluie". Il faut bien employer ungoCH'.
Esprit du ventre : WouR', ventre Omom. Une personne, un dieu ou un esprit ne peut pas avoir pour nom propre un nom commun. C'est considéré comme "tabou". Il faut déterminer les noms d'esprit par rapport à ce qu'ils représentent et aux conjugaisons.  
TUER (lors de la chasse, l'assassinat n'existe pas dans la forme verbale )
| Français                   | Mekmek         | Remarques                                                                      |
| -------------------------- | -------------- | ------------------------------------------------------------------------------ |
| je tue                     | Auch'oï-ch     |                                                                                |
| tu tues                    | Auch'oïR       |                                                                                |
| il/elle tue                |                | construction qui n'existe pas il faut passer par une périphrase                |
| nous tuons                 | AuchAuch'oï-ch | (doublement du radical pour tous les pluriels)                                 |
| vous tuez                  | AuchAuch'r     |                                                                                |
| ils/elles tuent            |                | construction qui n'existe pas il faut passer par une périphrase                |
| "L'esprit de la pluie tue" | Auch-tCH       | (une catastrophe liée à la pluie est en train de se produire, ex : inondation) |
| "L'esprit du ventre tue"   | Aun'ou         | (une personne a maladie digestive, infection, mal de ventre...)                |
| "Le dieu du bonheur tue"   | AunuitI        | (une personne a une maladie mentale)                                           |

Cette complexité demande d'apprendre toutes les conjugaisons. Les conjugaisons "cachées" ou "interdites" concernent les relations sexuelles, des formules magiques, quelques odes funèbres.

## Sources
- (en) Harald Hammarström, Robert Forkel, Martin Haspelmath, Sebastian Bank, Glottolog, Mekmek.